# Doucy-en-Bauges
Doucy-en-Bauges település Franciaországban, Savoie megyében. Lakosainak száma 95 fő (2022. január 1.). Doucy-en-Bauges Bellecombe-en-Bauges, Le Châtelard, La Compôte, Jarsy és Chevaline községekkel határos.

## Népesség
A település népességének változása:
| Lakosok száma | 96   | 97   | 99   | 95   | 96   | 96   | 97   | 96   | 95   |
|               | 2013 | 2015 | 2016 | 2017 | 2018 | 2019 | 2020 | 2021 | 2022 |